# Macromitrium subulatum
Macromitrium subulatum är en bladmossart som beskrevs av Mitten 1882. Macromitrium subulatum ingår i släktet Macromitrium och familjen Orthotrichaceae. Inga underarter finns listade i Catalogue of Life.